# 지미 카터의 대통령직 인수
지미 카터의 대통령직 인수는 그가 1976년 미국 대통령 선거에서 승리하여 대통령 당선인이 되었을 때 시작되었고, 카터가 1977년 1월 20일에 취임하면서 종료되었다. 카터는 선거 다음 날인 1976년 11월 3일 선거 결과가 명확해지자 대통령 당선인이 되었다.
카터의 대통령직 인수는 잭 왓슨이 이끌었으며, 플레인스, 조지아에 본부를 두었다. 인수팀은 임명자 지명에 지연을 겪었다.
카터의 인수 노력은 이전의 대통령직 인수보다 훨씬 더 크고 복잡했으며, 비용도 더 많이 들었다. 분석가들은 카터의 인수가 이전에는 소규모의 비공식적인 과정이었던 미국 대통령직 인수를 체계적인 과정으로 접근하는 진화를 보여주었다고 주장한다. 또한 그들은 카터가 선거 전 몇 달 동안 잠재적인 대통령직 인수를 준비하기 시작하면서 (6월까지는 상당한 계획 노력을 기울였다) 진지한 선거 전 준비 노력의 선례를 세웠다고 주장한다. 카터는 선거 전 인수 준비에 상당한 직원과 자금을 지원한 최초의 미국 대통령 후보였다.

## 선거 전 전개

### 입법 변경
1976년에는 대통령직 인수를 위한 연방 기금이 증가하는 법안이 통과되었다. 이 법안은 새로 취임하는 대통령의 인수 노력에 200만 달러, 퇴임하는 대통령의 행정부에 100만 달러를 지원하도록 했으며, 이는 원래 1963년 대통령직 인수법에 따라 할당되었던 총 45만 달러에서 증가한 액수이다.

### 초기 계획
카터는 예상되는 대통령직 인수를 위해 상당한 선거 전 계획 노력을 기울였다. 일부 대통령 후보들이 이전에 선거 전 인수 계획을 수행했지만, 카터는 이러한 노력에 상당한 자금과 인원을 할당한 최초의 대통령 후보였다.
이러한 노력은 1976년 4월에 시작되었다. 카터가 펜실베이니아주 예비선거에서 헨리 M. 잭슨을 이긴 후, 많은 평가에 따르면 카터는 민주당의 유력한 후보가 되었다. 잭 왓슨은 이 무렵, 줄 슈가먼(Jule Sugarman)과 찰스 키르보(Charles Kirbo)와의 개별 논의 후 이러한 노력에 대한 아이디어를 얻었다. 찰스 키르보는 카터 선거 캠페인의 조지아주 재정 위원장을 맡고 있었다. 이 논의 후에 왓슨은 슈가먼과 키르보의 의견을 반영하여 대통령직 인수 계획의 필요성을 설명하는 메모를 카터에게 작성했다. 카터는 6월에 왓슨의 메모를 받았고, 이 아이디어를 받아들였다. 6월 10일, 카터는 왓슨에게 인수 계획 노력을 지휘해 달라고 요청했다. 나중에 왓슨은 이 요청에 놀랐다고 회고했는데, 카터가 대신 워싱턴 D.C.의 정치 내부자를 선택할 것이라고 예상했기 때문이었다. 왓슨은 카터의 요청을 수락했다. 카터는 또한 인수 계획이 캠페인과는 별도로 운영되어야 한다고 요구했는데, 캠페인 직원들이 캠페인 업무에 집중하는 데 방해받지 않도록 하기 위함이었다.
7월, 1976년 민주당 전당대회 이후 공식적인 인수 계획팀이 구성되었다. 왓슨은 정책 계획을 돕기 위해 젊은 워싱턴 D.C. 내부자 그룹을 고용했다. 거의 모든 팀원은 30대였다. 선거 전 인수 직원 수는 약 50명이었다. 앤서니 레이크는 외교 정책팀을 이끌었다. 필립 하트(Philip Hart) 상원의원의 수석 입법 보좌관이었던 해리슨 웰포드(Harrison Wellford)는 정부 재조직과 백악관 직원 배치와 관련된 노력을 지휘했다. 경제팀의 일원 중에는 보우먼 커터가 있었다. 카터의 캠페인에는 조지아 출신의 워싱턴 D.C. 외부인이 많이 참여했지만, 선거 전 인수 계획팀은 주로 조지아 출신이 아닌 워싱턴 D.C. 경험이 있는 인사들로 구성되었다. 이 그룹은 애틀랜타, 조지아에 기반을 두었다. 정책 계획 외에도, 그들은 잠재적인 카터 행정부의 임명자를 위한 제한적인 예비 조사를 수행했다.
7월에 카터는 미국 연방선거위원회 (FEC)가 인수 계획 비용을 "적격 캠페인 비용" 정의에서 제외하도록 시도했는데, 그렇게 되면 연방 캠페인 매칭 펀드를 사용하는 대신 민간 기부를 받을 수 있었을 것이다. 그러나 FEC는 이에 대해 당파적 분열로 투표했고, 공화당 의원들이 반대하여 이러한 변경이 이루어지지 못했다. FEC의 이러한 결정 이후, 카터는 15만 달러의 캠페인 자금을 선거 전 인수 노력에 투입했고, 이는 왓슨과 카터의 캠페인 매니저인 해밀턴 조던 사이에 긴장을 야기했다. FEC에 이러한 변경을 요청하는 그의 실패한 노력은 또한 그의 선거 전 인수 계획팀의 존재를 대중에게 알리게 되었다.
카터는 처음부터 왓슨에게 대중에게 승리에 대한 과신을 보이지 않도록 저자세를 유지하라고 지시했다. 그럼에도 불구하고 왓슨은 언론과 여러 인터뷰를 진행하며 언론과 소통했다. 인수팀에 고용된 사람들은 비밀스럽게 유지되지 않고 언론에 보도되었다.
조던과 카터 캠페인 운영의 다른 지도자들이 왓슨의 인수 계획 노력에 대해 경계심을 가지자, 조던은 짐 그래밀(Jim Grammill)을 캠페인과 인수 계획 노력 사이의 연락 담당자로 임명했다. 그러나 인수 노력팀은 캠페인 지도부가 자신들의 노력에 대해 알기를 원하지 않았기 때문에 그래밀을 어둠 속에 두려고 했다.
8월에 왓슨과 보우먼 커터는 미국 상원 예산위원회 위원들로부터 브리핑을 받기 위해 워싱턴 D.C.에서 하루를 보냈다. 9월과 10월에 왓슨은 여러 학술 전문가, 과거 대통령 행정부 구성원, 그리고 워싱턴 D.C. 내부자들과 회의를 가졌다. 여기에는 존 F. 케네디와 린든 B. 존슨 행정부의 구성원들, 즉 조지프 A. 칼리파노 주니어, 클라크 클리포드, 스티븐 H. 헤스, 빌 모이어스(Bill Moyers), 리처드 뉴스타트(Richard Neustadt), 그리고 테드 소렌슨이 포함되었다. 예산 관련 문제를 논의하기 위해 왓슨과 커터는 아놀드 패커(Arnold Packer)와 낸시 티터스와 회의를 가졌다. 왓슨과 커터는 또한 브루킹스 연구소와 예산 관련 문제에 대해 이야기했다. 왓슨이 선거 전에 만났던 다른 인물들 중에는 전 닉슨 인사 담당 국장인 프레드 말렉도 있었는데, 그는 제럴드 포드의 재선 노력을 지지했음에도 불구하고 조언을 제공할 의향이 있었다.

## 공식 인수

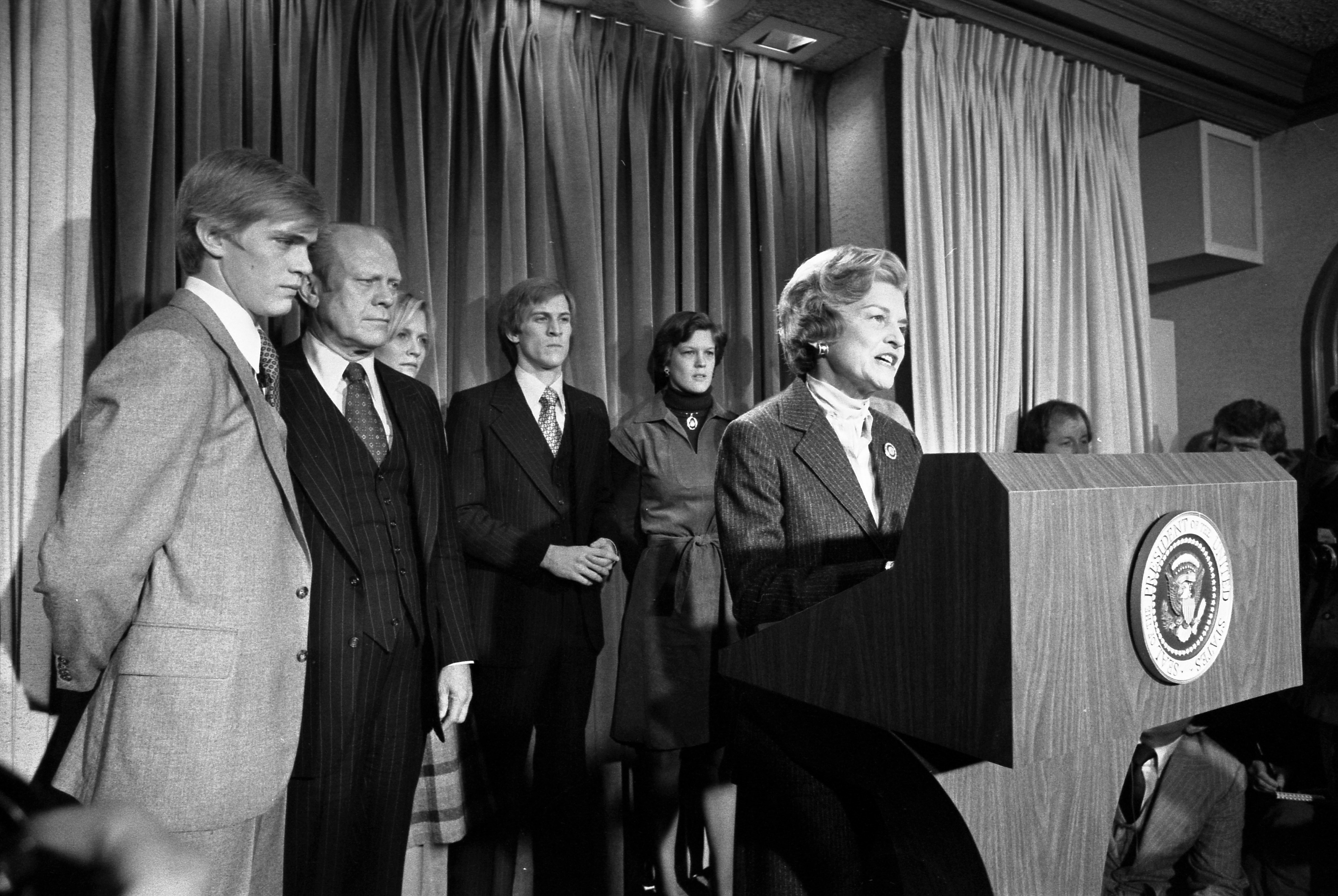
포드 대통령은 목이 쉬어 말을 할 수 없어서 부인 베티가 대신 항복 연설을 하는 것을 지켜보고 있다.

1976년 11월 3일 (선거 다음 날) 새벽, 미국의 주요 뉴스 네트워크들은 카터가 선거에서 승리하여 대통령 당선인이 될 것이라고 예측했다. 제럴드 포드 대통령은 카터에게 항복 전보를 보냈다. 쉰목소리가 나서 말을 할 수 없었던 포드 대통령은 그의 부인인 영부인 베티 포드에게 동부 표준시 오전 12시 14분에 언론에 대신 연설을 하도록 하여, 공개적으로 선거 결과를 인정하고 대통령 당선인을 축하했다.
카터는 그의 인수 노력을 플레인스, 조지아에 본부를 두었다. 일부 업무는 애틀랜타에 위치했고, 다른 측면들은 워싱턴 D.C.의 연방 제공 사무실에 위치했다. 인수는 계속해서 잭 왓슨이 이끌었다. 11월 3일, 카터는 퇴임하는 제럴드 포드 대통령에게 편지를 보내 왓슨이 인수 협상 조정을 위한 그의 주요 대표자가 될 것이라고 알렸다. 선거 후 왓슨과 카터의 캠페인 매니저인 해밀턴 조던 사이에 권력 다툼이 있었고, 카터는 결국 왓슨의 편을 들었다. 왓슨과 조던의 인수 역할은 11월 10일에 더욱 명확해졌다. 그날 그들 둘과 카터의 회의 후, 조디 파월은 기자들에게 둘 다 공식적인 직함을 부여받지 않을 것이지만, 조던은 백악관 직원 배치를 감독하고 왓슨은 인수의 모든 다른 사항을 감독할 것이라고 발표했다. 11월 15일, 카터의 두 번째 선거 후 기자회견에서 카터는 조던이 인사 결정을 감독할 것이라고 발표했다. 이 권력 다툼은 언론의 헤드라인을 장식하며 대통령 당선인에 대한 좋지 않은 인상을 주었다.
인수에서 퇴임하는 포드 행정부의 역할은 백악관 비서실장 딕 체니가 이끌었다.
카터의 주요 인수 고문 중 한 명은 스튜어트 E. 아이젠스타트였다. 부통령 당선인 월터 먼데일의 참모들도 인수에 의견을 제시했다.
카터의 인수 노력은 이전의 대통령직 인수보다 훨씬 더 크고 복잡했으며, 비용도 더 많이 들었다. 예를 들어, 카터는 존 F. 케네디 대통령직 인수의 인수 직원보다 6배 더 많은 직원을 두었다. 그러나 카터는 행정부가 예산을 초과하지 않도록 매우 조심했다.
인수 기간 동안 카터는 스티븐 H. 헤스와 같은 일부 포드 행정부 관료들에게 조언을 구했다. 카터가 임명한 많은 공직자들은 퇴임하는 전임자들이 전달하려 했던 조언에 많은 주의를 기울이지 않았다.

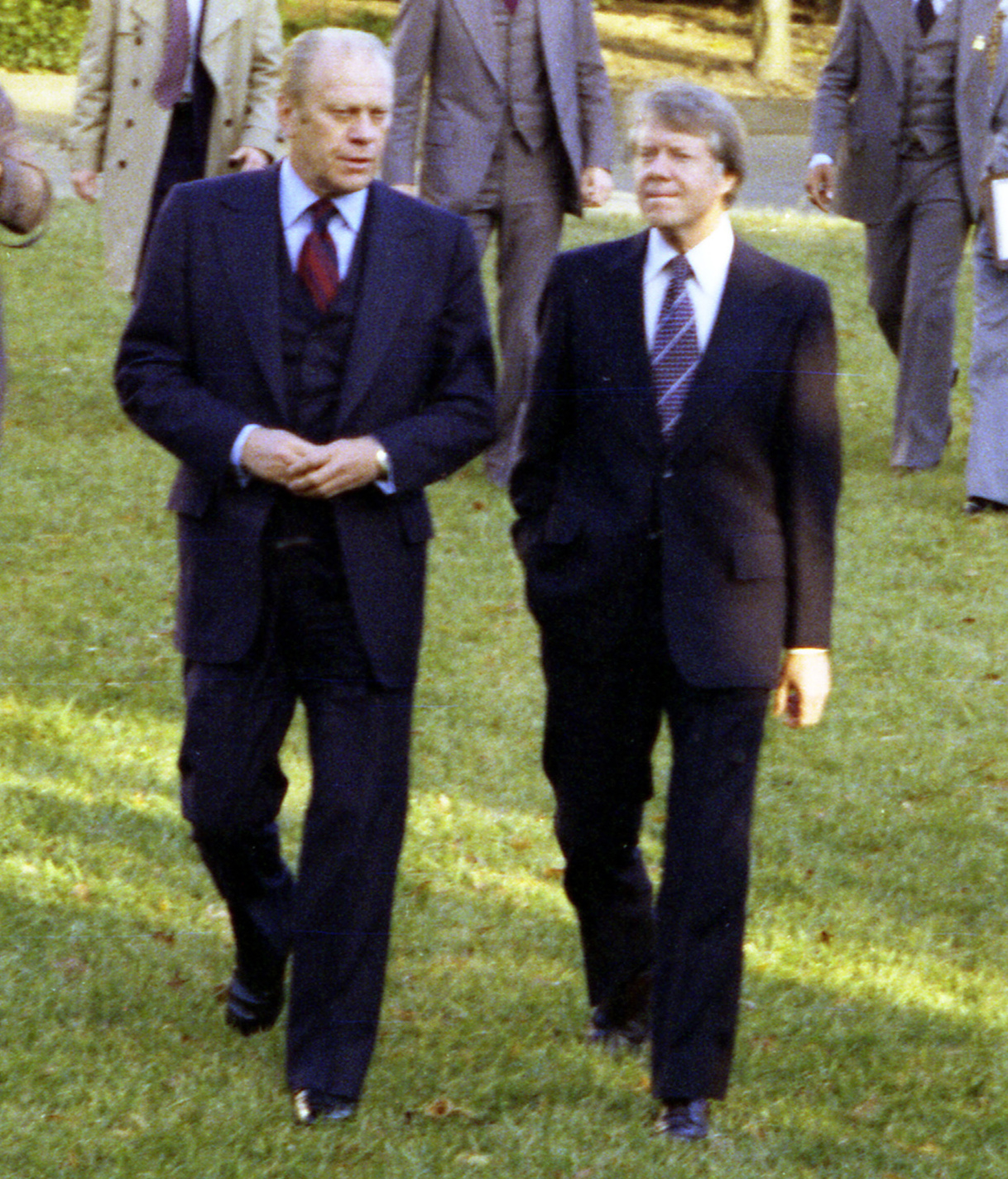
대통령 당선인 카터 (오른쪽)와 포드 대통령이 11월 22일 카터의 백악관 방문 중 백악관 로즈 가든을 걷고 있다.

11월 22일, 카터는 선출된 이후 처음으로 워싱턴 D.C.를 방문했다. 포드 대통령은 백악관에서 카터 대통령 당선인을 환영했다. 같은 날, 카터는 관리예산실장 제임스 토머스 린과 국방장관 도널드 럼즈펠드를 블레어 하우스에서 만났다. 다음 날, 카터는 의회 지도자들과 협의하며 내각 구성원들과의 회의가 "매우 도움이 되었다"고 표현했고, 포드 대통령이 필요하면 그의 도움을 구하라고 요청했다고 말했다. 그러나 인수 기간 동안 카터와 포드 대통령 사이에는 냉랭한 관계가 있었다.

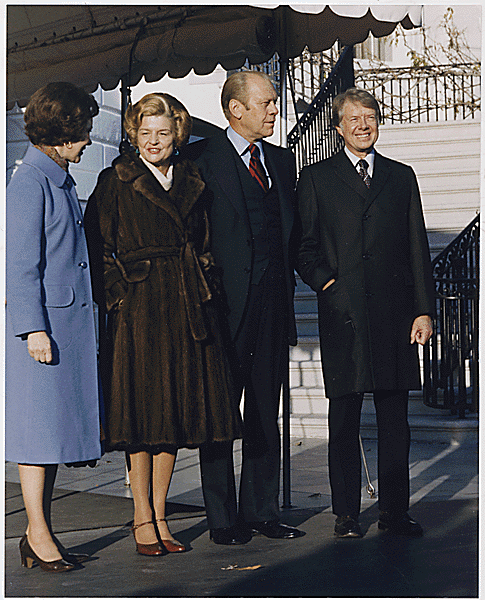
포드 부부가 11월 22일 백악관에 카터 부부를 환영한다.

인수 기간 동안, 퇴임하는 영부인 (베티 포드)은 새로 취임하는 영부인 (카터의 부인인 로절린 카터)에게 백악관을 안내하는 예정된 계획을 연기했다. 당시 카터 부부나 그들의 지인들은 몰랐지만, 그 이유는 아마도 포드 부인의 연약한 상태에 대한 우려 때문이었을 것이다. 포드 부인은 개인적으로 약물 남용과 지속적인 싸움을 벌이고 있었고, 나중에 치료를 받았다. 포드 부인이 두 번째로 안내를 연기하려고 했을 때, 카터 대통령은 백악관에 전화하여 예정대로 안내가 이루어지지 않으면 언론에 포드 부부에 대해 공개적으로 불평하겠다고 위협했다. 포드 부부는 굴복했고, 포드 부인은 1976년 11월 22일 카터 대통령 당선인과 포드 대통령의 백악관 회담에 맞춰 카터 부인에게 짧지만 진심 어린 백악관 안내를 제공했다.
12월 9일, 카터는 블레어 하우스에서 인수 고문들과의 회의에서 주택, 교통, 도시 개발 개혁 계획을 보고받았다.
12월 13일, 카터의 당선은 미국 선거인단에 의해 확정되었다. 미국 의회는 나중에 1월 6일에 선거인단 개표를 확인하기 위해 회의를 가졌다.
카터는 정부를 더욱 효율적으로 만들기 위한 자신의 개편 계획을 추진하려 했다. 12월과 1월 초에 그는 민주당 의회 지도자들을 만났지만, 그들은 그 계획에 대해 과도하게 열정적이지 않았다. 이러한 반응 이후, 그는 공화당에게도 이를 제시하려고 했다.
12월 22일, 카터와 넬슨 록펠러 (퇴임 부통령)는 각각 시카고로 가서 시카고 시장 리처드 J. 데일리의 장례식에 참석했다. 다음 날, 카터는 마지막 내각 지명자들을 발표했다. 크리스마스 휴가 기간 동안, 그는 조지아주 시 아일랜드에서 지명된 내각의 첫 회의를 개최했다.
1월 4일, 카터는 자신의 땅콩 사업을 신탁 관리인에게 맡겨 잠재적인 이해충돌로부터 자유로워질 것이라고 기자들에게 말했다.
1월 6일, 카터는 전 메인주 주지사 케네스 M. 커티스에게 민주당 전국위원회의 의장을 맡아달라고 요청했다.
1월 13일, 카터는 일본, 프랑스, 독일, 영국의 외국 정상들과 전화 통화를 통해 비공산주의 국가들의 경제 정상회담을 4월에 개최하기로 결정했다.
워싱턴 D.C.의 "늪"에 반대하는 아웃사이더로 캠페인을 벌였던 카터의 고문들은 인수 기간 동안 그가 "시민 대통령"의 이미지를 유지하도록 촉구했다.

### 인수 자금 조달
카터의 인수는 이전의 인수보다 더 많은 비용이 들었다. 대통령 인수법에 따라 카터와 퇴임하는 포드 행정부에게 연방 자금이 지원되었다. 카터는 인수를 위한 자금으로 연방 정부로부터 200만 달러를 받았다. 예산 미달이었기 때문에, 그는 취임 후 30만 달러를 미국 재무부에 반환했다. 퇴임하는 포드 행정부는 연방 정부로부터 100만 달러를 할당받았다. 이 중 90만 5천 달러는 포드 대통령의 경비로, 9만 5천 달러는 넬슨 록펠러 부통령의 경비로 사용되었다.

### 임명자 선정
초기에는 민주당 전국위원회, 카터 고문 해밀턴 조던, 그리고 인수 국장 잭 왓슨 사이에 누가 채용에서 주도적인 역할을 맡을지에 대한 갈등이 있었다. 카터는 조던의 편을 들어 그가 인사를 담당하도록 했다. 카터는 인사 결정에 매우 적극적으로 참여했으며, 인수팀은 카터의 내각을 채우는 데 비교적 느렸다. 카터는 워싱턴 D.C. 내부자들과 잘 알지 못했기 때문에 정교한 인터뷰 과정을 통해 내각을 선택하는 절차를 사용했다. 내각 직책을 채울 때, 그는 많은 워싱턴 D.C. 내부자들을 임명했지만, 결국에는 조지아 출신의 많은 충성스러운 인물들을 임명하는 쪽으로 기울었다. 이들 외부인 임명자 중 다수는 젊고 경험이 부족했다.
해밀턴 조던은 최종 인사 결정에 성공적으로 영향을 미쳤고, 카터는 결국 많은 캠페인 팀원들을 그의 행정부에 고용했다.
월터 먼데일 부통령 당선인도 일부 의견을 제시하며, 예상 임명자들에 대한 피드백을 제공했다.
카터는 12만 5천 건의 추천서와 요청을 받았다. 그 중 1만 6천 건은 미국 의회 의원들로부터 온 것이었다.
11월 15일 기자회견에서 카터는 "각 직위에 국가 최고의 인물이 선정되도록" 설계된 절차를 통해 임명자들을 선정하겠다고 약속했다. 그는 또한 여성과 소수자를 포함한 새로운 인재를 찾겠다고 다짐했으며, 자신의 선정 절차가 전례 없이 개방적일 것이라고 말했다.
평행하게 후보자 조사가 진행되었다. 하나는 D.C.에서 요원들이 운영하는 "워싱턴 인재 재고 프로그램"(TIP)으로 알려졌고, 다른 하나는 카터의 직접적인 정치 요원들이 수행했으며, 또 다른 하나는 카터를 위한 추천 후보자 목록을 작성하려는 이익 단체들이 수행했다.
인수팀은 주요 임명 발표에 지연을 겪었다. 당선 5주 후, 카터는 행정부의 주요 임명자들을 발표하기 시작했다. 카터는 이때 그의 첫 두 내각 인선을 발표했다. 카터는 승리 후 7주 만에 여러 국가 안보 및 경제 직위 인선을 발표했다. 12월 23일까지 카터는 모든 내각 인선을 발표했다.
카터는 조지아주 주지사 시절, 주지사 내각이 부분적으로 독립적으로 선출된 주 헌법 공무원들로 구성되어 있었기 때문에 강하고 독립적인 내각과 함께 일하는 데 익숙했다. 대통령 행정부를 구성하면서 카터는 그의 내각 지명자들에게 하위 내각 임명자들을 선정하는 데 큰 자유를 부여했다. 리처드 닉슨도 유사하게 내각 장관들에게 그들의 부하들을 선택하는 데 큰 자유를 주었는데, 이는 그의 행정부 정책 방향에 대한 그의 통제를 약화시켰다고 평가된다. 카터의 대통령직의 경우, 유사한 효과를 가져올 것이었다.
카터는 백악관 대변인을 발표한 것을 제외하고는 백악관 직원 중 누구도 발표하기 전에 전체 내각을 채웠다. 카터는 또한 백악관 직원의 규모를 30% 줄이겠다는 캠페인 공약을 이행하기 위해 노력했다. 그는 리처드 닉슨이 가졌던 것보다 정부에 대한 영향력이 적은 작은 백악관 직원을 두는 것을 믿었다. 닉슨의 백악관 직원은 그의 내각에 명령을 내렸다. 닉슨이 대통령 재임 기간 동안 채택한 강한 백악관 직원과 약한 내각의 관행에 동의하지 않는 카터는 그의 첫 선거 후 기자회견에서 "나는 결코 내 백악관 직원이 정부의 주요 부서를 운영하려고 시도하는 것을 허용하지 않을 것이다. 백악관 직원은 오직 직원으로서의 역할만 수행할 것이다. 행정적 역할은 아닐 것이다."라고 선언했다. 공교롭게도 닉슨도 원래 그의 인수 기간 동안 "내각 정부"에 대한 비슷한 생각을 가지고 있었다. 취임 일주일 전, 카터는 그의 백악관 직원을 지명했는데, 대부분 조지아 출신 인물들로 구성되었다. 카터는 백악관 비서실장을 지명하지 않았는데, 그는 비서실장을 두는 것에 반대했고, 그의 초기 대통령 재임 기간 동안 비서실장 없이 지낼 것이었다.
논란의 여지가 있는 선택으로 판명된 테드 소렌슨의 중앙정보국 국장 지명은 철회되었다.

#### 국방 및 외교 정책
- 앤드루 영, 유엔 주재 미국 대사 (1976년 12월 16일 발표)[61]
- 해럴드 브라운, 국방장관 (1976년 12월 21일 발표)[62]
- 사이러스 밴스, 국무장관 (1976년 12월 3일 발표)[63]
- 즈비그뉴 브레진스키, 국가안보보좌관 (1976년 12월 16일 발표)[61]
- 테드 소렌슨, 중앙정보국 국장 (1976년 12월 23일 발표; 1977년 1월 17일 철회)[64]

#### 국내 정책
- 그리핀 벨, 법무장관 (1976년 12월 20일 발표)[51]
- 밥 베르글랜드(Bob Bergland), 농무장관 (1976년 12월 20일 발표)[51]
- 조 칼리파노, 보건, 교육, 복지부 장관 (1976년 12월 23일 발표)[64]
- 퍼트리샤 로버츠 해리스, 주택도시개발부 장관 (1976년 12월 21일 발표)[64]
- 세실 안드루스, 내무장관 (1976년 12월 18일 발표)[51]
- 레이 마셜(Ray Marshall), 노동장관 (1976년 12월 21일 발표)[62]
- 브록 애덤스(Brock Adams), 교통장관 (1976년 12월 14일 발표)[61]
- 제임스 R. 슐레진저, 에너지 특별 고문 (1976년 12월 23일 발표)[62]

#### 경제 정책
- 후아니타 크렙스, 상무장관 (1976년 12월 20일 발표)[51]
- W. 마이클 블루멘털, 재무장관 (1976년 12월 14일 발표)[61]
- 버트 랜스, 관리예산실장 (1976년 12월 3일 발표)[63]
- 찰스 슐츠, 경제 자문 위원회 의장 (1976년 12월 16일 발표)[61]
- 로버트 T. 홀(Robert T. Hall), 경제 개발 담당 상무부 차관보 (1977년 1월 14일 발표)[65]
- 제리 야시노프스키, 경제 정책 담당 상무부 차관보 (1977년 1월 14일 발표)[65]
- 앤 웩슬러(Anne Wexler), 지역 업무 담당 상무부 차관보 대리 (1977년 1월 14일 발표)[65]

#### 백악관 직원
- 조디 파월, 백악관 대변인 (1976년 11월 15일 발표)[30]
- 로버트 립슈츠, 백악관 고문 (1977년 1월 14일 발표)[65]
- 미지 코스탄자, 대중 연락실장 (1977년 1월 14일 발표)[65]
- 프랭크 무어(Frank Moore), 의회 연락 보좌관 (1977년 1월 14일 발표)[65]
- 잭 왓슨, 정부 간 관계 담당 대통령 보좌관 겸 내각 비서 (1977년 1월 14일 발표)[65]
- 스튜어트 E. 아이젠스타트, 백악관 국내 문제 보좌관 (1977년 1월 14일 발표)[65]
- 해밀턴 조던, 대통령 보좌관 (1977년 1월 14일 발표)[65]
- 티머시 크래프트(Timothy Kraft), 백악관 정치 담당 국장 (1977년 1월 14일 발표)[65]
- 조지프 W. 애러건(Joseph W. Aragon), 백악관 옴부즈맨 (1977년 1월 14일 발표)[65]
- 제임스 B. 킹(James B. King), 인사 담당 대통령 특별 보좌관 (1977년 1월 14일 발표)[66]
- 마사 말라드 "버니" 미첼(Martha Mallard "Bunny" Mitchell), 특별 프로젝트 담당 대통령 특별 보좌관 (1977년 1월 14일 발표)[65]
- 피터 본, 정신 건강 및 약물 남용 담당 대통령 특별 고문 (1977년 1월 14일 발표)[65]

## 인수에 대한 역사적 평가
존 P. 버크는 자신의 저서 "대통령직 인수: 정치에서 실천으로"에서 카터의 인수 프로젝트가 전례 없는 규모였다고 언급했다. 그러나 그는 인수를 "놓쳐버린 기회"라고 평가한다. 그는 인수의 단점에 대한 일부 책임을 카터 본인에게 돌린다.

### 이후 인수에 대한 영향
1998년 앤서니 J. 엑스터로비츠(Anthony J. Eksterowicz)와 글렌 해스테트(Glenn Hastedt)가 'Presidential Studies Quarterly'에 발표한 기사에서는 "카터는 인수에 대해 체계적으로 생각한 최초의 현대 대통령이었다"고 주장했다. 학자 존 P. 버크는 카터를 상당한 선거 전 계획이 이루어진 최초의 인수라고 평가하며, 이는 이후에도 계속되는 관행이 되었다.
복스에 2016년에 게재된, 저널리스트 리처드 스키너(Richard Skinner)가 대통령직 인수에 대해 작성한 일련의 기사 중 일부에서는 카터의 인수가 현대 대통령직 인수의 틀을 만들었다고 주장했다. 카터의 초기 계획, 즉 대통령 후보 지명 전당대회 이전부터 인수 계획을 시작한 점, 그리고 인수의 형태가 "체계적인 과정"이라는 점이 이전에는 더 짧은 기간 동안 더 적은 인원이 참여했던 비공식적인 과정에서 진화한 단계라고 주장되었다.

## 같이 보기
- 카터 행정부 인수 인터뷰 –미국 국립문서기록관리청

### 인용된 출처
- Adams, Bruce; Kavanagh-Baran, Kathryn (1979). 《Promise and Performance: Carter Builds a New Administration》. 렉싱턴, 매사추세츠: 렉싱턴 북스. ISBN 0-669-02817-7.
- Brauer, Carl M. (1986). 《Presidential Transitions: Eisenhower Through Reagan》. 뉴욕: 옥스포드 대학교 출판부. ISBN 0195040511.
- Burke, John P. (2000). 《Presidential Transitions: From Politics To Practice》. 볼더: 린 리너 출판사. ISBN 1555879160.